# Filip Montoreanu
Filip Montoreanu (n. 1839 - d. 1891) a fost un arhitect, publicist și documentarist român de origine franceză. A urmat cursurile Politehnicii de la Viena, după care a făcut Școala de Arhitectură, Matematici și Ornamente de la Paris. După absolvirea acesteia a făcut studii de pictură la École nationale supérieure des beaux-arts din Paris.
Într-un articol apărut în anul 1873 intitulat Starea literaturei și artelor în România, semnat de Grigore H. Grandea, Filip Montoreanu a fost comparat cu Nicolae Grigorescu, amândoi fiind considerați personalități ale artei:
„... Aceste doă talente, Grigorescu și Montoreanu, sunt singurele care merită să țintească atenția publică, căci întrunind forța talentului și forța studiului, suntem în drept să așteptăm de la ele flori mult mai strălucite. Suntem în drept să așteptăm... este adeverat; dar când vom înțelege că datorim și recunoscință acestor preoți ai Frumosului cari se sacrific, ca nisce martiri, pentru respândirea luminei în România care de cât-va timp a devenit sânul de mamă bună a tot ce este mediocru, stupid și corupt!”
Filip Montoreanu a fost primul arhitect care a fost însărcinat în data de 30 iulie 1870, cu restaurarea Bisericii Episcopale de la Curtea de Argeș care s-a derulat pe o perioadă de 23 de ani, între anii 1863 - 1886. Pentru acest proiect Montoreanu urma să primească 500 de franci pe lună, dar și o diurnă substanțială: 12 franci/zi vara și 18 franci/zi iarna, precum și cheltuielile de transport. Din cauză că a cheltuit un buget foarte mare pe o perioadă lungă de timp fără ca proiectul să fie terminat, Montoreanu a fost concediat și lucrările de restaurare au fost date arhitectului Andre Lecomte du Nouy în anul 1875.